# 천흥 (금)
천흥(天興, 1232년 4월 ~ 1234년 1월)은 금나라 애종(哀宗) 완안 수서(完顔 守緖)의 세번째 연호이다. 1년 9개월 가량 사용하였다. 애종(哀宗)이 말제(末帝)에게 양위한 날에 몽골 제국이 수도 채주(蔡州, 지금의 루난현)이 함락시키면서, 금 애종과 말제가 자결하게 된다.

## 개원
- 개흥(開興) 원년 4월 14일[1](1232년 5월 5일)에 연호를 천흥(天興)으로 개원함.[2][3][4]

- 천흥(天興) 3년 1월 10일[5](1234년 2월 9일)에 몽골 제국에 의해 금나라가 망하면서, 천흥 연호가 중지됨.[6][7][4]

## 연대 대조표
| 천흥       | 원년           | 2년        | 3년             |
| 서기(西紀) | 1232년         | 1233년     | 1234년          |
| 간지(干支) | 임진(壬辰)     | 계사(癸巳) | 갑오(甲午)      |
| 남송(南宋) | 소정(紹定) 5년 | 6년        | 단평(端平) 원년 |

## 동시대 연호

### 중국
송(宋)
- 소정(紹定) (1228년 ~ 1233년)
- 단평(端平) (1234년 ~ 1236년)

대리국(大理國)
- 인수(仁壽) (1227년 ~ 1238년)

동진(東眞)
- 대동(大同) (1224년 ~ 1233년)

### 베트남
- 끼엔쭝(建中) (1225년 ~ 1232년)
- 티엔응찐빈(天應政平) (1232년 ~ 1251년)

### 일본
- 조에이(貞永) (1232년 ~ 1233년)
- 덴푸쿠(天福) (1233년 ~ 1234년)

## 같이 보기
- 다른 왕조의 같은 연호
  - 북위(北魏) 천흥(天興, 398년 ~ 404년)
  - 후 레 왕조(後黎朝) 티엔흥(天興, 1459년 ~ 1460년)

- 중국의 연호 목록